# Andreas Haider
Andreas Haider (* um 1495 wohl in Konstanz; † 1544/45 in Ravensburg) war ein südwestdeutscher Wand- und Tafelmaler der Spätgotik.
Seit spätestens 1522 war Haider in Konstanz ansässig und tätig. Hier heiratete er die Tochter Anna († 1554) des örtlichen Malers Rudolf Stahel. Eine erste Ehefrau war bei Haiders Ankunft 1522 offenbar schon verstorben. 1530 wurde er aufgrund seines Bekenntnisses aus der Stadt vertrieben; seit 1539 ist er in Ravensburg nachgewiesen.

## Zugeschriebene Werke
- Bildnis eines Mannes mit rotem Barett, um 1516/17 (43 × 34 cm, Öl auf Linde; Sammlung Würth, Inv. Nr. 6558)[4][5]
- in Zusammenarbeit mit Rudolf Stahel: zwei Flügel eines Retabels, vermutlich aus der Schlosskapelle Lommis, um 1515/20 (117 × 44 cm, Öl auf Tanne; Sammlung Würth, Inv. Nr. 6506 und 6507)[6][7]
  - Evangelist Johannes
    - Außenseite: Hl Barbara und hl. Ulrich von Augsburg mit Wappen von Ulrich Muntprat (Frauenfeld, Historisches Museum)

  - Jakobus d. Ä.
    - Außenseite: Hl Andreas und hl. Elisabeth von Thüringen mit Wappen der Ehefrau Elisabeth von Seengen (Frauenfeld, Historisches Museum)
- Entwurf einer Wappenscheiben mit den Heiligen Georg und Jakobus (Rheineck, Evangelische Kirche)[8]
- Illustrationen im Liber Praelatorum von Kloster Weißenau des Abtes Jakob Murer, um 1525 (heute Fürstlich Waldburg-Zeil’sches Gesamtarchiv, Schloss Zeil, ZA Ms 41)[9][10]

Lediglich archivalisch belegt
- Mailändische Schlacht, 1524 (Malerei auf Tuch)[11]
- Wandmalereien im Hohen Haus, 1527[11]
- Porträt des alten Amtmannes von Überlingen, um 1528[11]